# Scott Marlowe
Scott Gregory Marlowe (ur. 24 czerwca 1932 w Los Angeles, zm. 6 stycznia 2001 w Los Angeles) – amerykański aktor filmowy, teatralny i telewizyjny.

## Kariera
Scott Marlowe po raz pierwszy pojawił się na ekranie we francusko-włoskiej produkcji Dino De Laurentiisa Attila (1954) z tytułową rolą Anthony’ego Quinna i Sophią Loren jako Honorią. Dwa lata później zagrał postać Johna Goodwina w jednym z odcinków serialu CBS Antologia Ogólnego Elektrycznego Teatru (General Electric Theater, 1956) prowadzonym przez przyszłego prezydenta USA Ronalda W. Reagana. W 1962 w Los Angeles założył Theatre West.
Często grał nieletnich przestępców. Pojawiał się w serialach telewizyjnych takich jak Alfred Hitchcock przedstawia (1961), Doktor Kildare(1962), Gunsmoke (1963-66), FBI (1966-73), Ulice San Francisco (1972), Hawaii Five-O (1974), T.J. Hooker (1985), Matlock (1990), Napisała: Morderstwo (1995), a także dziesiątkach filmów realizowanych dla telewizji.
Był biseksualny. Spotykał się z aktorem, wokalistą i pisarzem Tabem Hunterem oraz aktorką Natalie Wood (1956).
Mieszkał w skromnym domu w Encino, dzielnicy Los Angeles. Zmarł na atak serca w wieku 68 lat. Niedługo przed śmiercią czytał scenariusz, aby stwierdzić, czy może pracować nad filmem Toma Hanksa. „Jestem wielkim fanem tego chłopca” – powiedział Hanks.

## Filmografia

### Filmy fabularne
- 1954: Attila
- 1956: Szkarłatna godzina (The Scarlet Hour) jako Vince
- 1956: Gaby jako Jan
- 1956: Młode strzelby (The Young Guns) jako Knox Cutler
- 1957: Mężczyźni na wojnie (Men in War) jako szeregowy Meredith
- 1957: Niespokojna rasa (The Restless Breed) jako Allan
- 1958: Młody i dziki (Young and Wild) jako Richard Edward 'Rick' Braden
- 1958: Fajny i szalony (The Cool and the Crazy) jako Bennie Saul
- 1959: Zamieszki w więzieniu nieletnich (Riot in Juvenile Prison) jako Eddie Bassett
- 1960: Podziemia (The Subterraneans) jako Julien Alexander
- 1961: Zimny wiatr w sierpniu (A Cold Wind in August) jako Vito Pellegrino
- 1963: Lonnie jako Lonnie
- 1964: Nieznane (The Unknown) jako André Pavan
- 1970: Nocni niewolnicy (Night Slaves, TV) jako Matt Russell
- 1971: Travis Logan (Travis Logan, D.A.) jako George Carnera
- 1975: Podróż do strachu (Journey Into Fear) jako Jose
- 1978: Krytyczna lista (The Critical List, TV) jako dr Albert Dubron
- 1981: Krąg mocy (Circle of Power) jako Ted Bartel
- 1982: Nie zabijaj (Thou Shalt Not Kill, TV) jako pan Lochman
- 1989: Wszędzie dobrze, ale w domu najlepiej (No Place Like Home, TV) jako Eddie Cooper
- 1993: Błyskawica w butelce (Lightning in a Bottle) jako Sydney Langley
- 1994: Słuchaj serca (Following Her Heart, TV) jako Frank
- 1994: Eskorta  (Chasers) jako klown z fast foodu
- 1994: Pory serca (Seasons of the Heart)
- 1998: Nuklearny szantaż 2 (Counter Measures) jako ambasador Silver

### Seriale TV
- 1958: Wagon Train jako Jess 'Mały Elk' Carswell
- 1960: Hotel de Paree jako Kid
- 1961: Route 66 jako Armand Fontaine
- 1961: Thriller jako Julian Boucher
- 1961: Alfred Hitchcock przedstawia (Alfred Hitchcock Presents) jako Eliot Gray
- 1962: Stoney Burke jako Soames Hewitt
- 1962: Doktor Kildare (Dr. Kildare) jako dr Eddie Moore
- 1962: Niewinni i skazani (Saints and Sinners) jako Frederick Brennen
- 1962: Detektywi (The Detectives) jako Frank Worden
- 1962: Król diamentów (King of Diamonds) jako Danny Hode
- 1963: Gunsmoke jako Britt
- 1963: Po tamtej stronie (The Outer Limits) jako Jory Peters
- 1963: Ben Casey jako Jason Landros
- 1964: Gunsmoke jako Tony Serpa
- 1964: Rawhide jako Tate
- 1964: Bonanza jako Lee Hewitt
- 1964: Po tamtej stronie (The Outer Limits) jako Andre
- 1965: Gunsmoke jako Lonnie Blane
- 1966: FBI (The F.B.I.) jako Casey
- 1966: Gunsmoke jako Ed
- 1967: FBI (The F.B.I.) jako Charles Nyack
- 1968: Mannix jako Steve Cade
- 1968: FBI (The F.B.I.) jako Eugene Waring
- 1969: FBI (The F.B.I.) jako William Rockhill / Ricky Kriton
- 1970:  Impossible jako Josef Czerny
- 1971: FBI (The F.B.I.) jako Duke Bergan / Clenard Massey
- 1971: Centrum Medyczne (Medical Center) jako Steve
- 1972: Ulice San Francisco (The Streets of San Francisco) jako Dimitri Kampacalas
- 1972: Ironside jako Jeffrey
- 1973: Cannon jako Pappy Harris
- 1973: FBI (The F.B.I.) jako Bob Stern
- 1974: Policyjna opowieść (Police Story) jako Terry Young
- 1974: Mannix jako Dabney
- 1974: Hawaii Five-O (Hawaii 5-0) jako Army
- 1974: Barnaby Jones jako Vincent Talbot
- 1975: Adams of Eagle Lake jako Ron Selleck
- 1976–1977: Rada nadzorcza (Executive Suite) jako Nick Koslo
- 1978: Quincy M.E. jako DiCenzio
- 1978: Prywatny detektyw Jim Rockford (The Rockford Files) jako Augie Arnow
- 1979: Barnaby Jones jako Peter Kirkland
- 1984: Matt Houston jako John
- 1984: Automan jako Robert Sawyer
- 1984: Dni naszego życia (Days of Our Lives) jako Eric Brady #2
- 1985: Sława (Fame) jako Bob Demeter
- 1985: T.J. Hooker jako Marty Lathon
- 1989: Piękna i Bestia (Beauty and the Beast) jako Richard Nolan
- 1989: Łowca (Hunter) jako Ray Brill
- 1989: thirtysomething jako Leo Steadman
- 1990: Detektyw w sutannie (Father Dowling Mysteries) jako Jack Patton
- 1990: Matlock jako Al Brackman
- 1991: Star Trek: Następne pokolenie (Star Trek: The Next Generation) jako Keeve Falor
- 1991: Gliniarz i prokurator (Jake and the Fatman) jako Moffit
- 1995: Napisała: Morderstwo (Murder, She Wrote) jako Avery Nugent